# K9Copy
K9Copy – wolny program do kopii DVD i DVD authoringu dla systemów uniksopodobnych, takich jak Linux i BSD.

## Opis
K9Copy ułatwia kilka metod tworzenia kopii zapasowych DVD i wykorzystania libdvdcss do obejścia blokady CSS.